# اگاتهالی
اگاتهالی (به انگلیسی: Agatahalli) یک منطقهٔ مسکونی در هند است که در کارناتاکا واقع شده‌است.